# Antonio Abadía
Antonio Abadía Beci (ur. 2 lipca 1990 w Saragossie) – hiszpański lekkoatleta specjalizujący się w biegach długich.
Bez sukcesów występował w europejskim i światowym czempionacie w biegach przełajowych. Mistrz Europy juniorów z Nowego Sadu (2009) w biegach przez przeszkody.
Brązowy medalista mistrzostw Europy z Amsterdamu oraz debiutant na igrzyskach olimpijskich w Rio de Janeiro (2016).
Wielokrotny złoty medalista mistrzostw Hiszpanii oraz reprezentant kraju na drużynowych mistrzostwach Europy.

## Osiągnięcia
| Rok  | Impreza                                    | Miejsce        | Konkurencja                        | Pozycja     | Wynik    |
| ---- | ------------------------------------------ | -------------- | ---------------------------------- | ----------- | -------- |
| 2007 | Mistrzostwa świata juniorów młodszych      | Ostrawa        | bieg na 2000 metrów z przeszkodami | 5. miejsce  | 5:53,54  |
| 2007 | Letni olimpijski festiwal młodzieży Europy | Belgrad        | bieg na 2000 metrów z przeszkodami | 3. miejsce  | 5:54,92  |
| 2008 | Mistrzostwa Europy w biegach przełajowych  | Bruksela       | bieg juniorów                      | 8. miejsce  | 19:11    |
| 2009 | Mistrzostwa świata w biegach przełajowych  | Amman          | bieg juniorów                      | 67. miejsce | 26:30    |
| 2009 | Mistrzostwa Europy juniorów                | Nowy Sad       | bieg na 3000 metrów z przeszkodami | 1. miejsce  | 8:47,45  |
| 2009 | Mistrzostwa Europy w biegach przełajowych  | Dublin         | bieg juniorów                      | 17. miejsce | 19:15    |
| 2010 | Mistrzostwa ibero-amerykańskie             | San Fernando   | bieg na 5000 metrów                | 9. miejsce  | 14:26,31 |
| 2010 | Mistrzostwa Europy w biegach przełajowych  | Albufeira      | bieg młodzieżowców                 | 14. miejsce | 24:50    |
| 2011 | Mistrzostwa Europy juniorów                | Ostrawa        | bieg na 3000 metrów z przeszkodami | 4. miejsce  | 8:41,82  |
| 2011 | Uniwersjada                                | Shenzhen       | bieg na 5000 metrów                | eliminacje  | 14:46,31 |
| 2012 | Mistrzostwa Europy w biegach przełajowych  | Budapeszt      | bieg młodzieżowców                 | 6. miejsce  | 24:57    |
| 2013 | Mistrzostwa Europy w biegach przełajowych  | Belgrad        | bieg seniorów                      | 22. miejsce | 30:18    |
| 2014 | Halowe mistrzostwa świata                  | Sopot          | bieg na 3000 metrów                | eliminacje  | 7:46,36  |
| 2014 | Superliga drużynowych mistrzostw Europy    | Brunszwik      | bieg na 3000 metrów                | 3. miejsce  | 7:52,22  |
| 2014 | Mistrzostwa Europy                         | Zurych         | bieg na 5000 metrów                | 8. miejsce  | 14:11,89 |
| 2014 | Mistrzostwa Europy w biegach przełajowych  | Samokow        | bieg seniorów                      | 12. miejsce | 33:24    |
| 2015 | Mistrzostwa świata w biegach przełajowych  | Guiyang        | bieg seniorów                      | 58. miejsce | 38:28    |
| 2016 | Mistrzostwa Europy                         | Amsterdam      | bieg na 10 000 metrów              | 3. miejsce  | 28:26,07 |
| 2016 | Igrzyska olimpijskie                       | Rio de Janeiro | bieg na 5000 metrów                | eliminacje  | 14:33,20 |
| 2016 | Mistrzostwa Europy w biegach przełajowych  | Chia           | bieg seniorów                      | 11. miejsce | 36:33    |
| 2017 | Puchar Europy w biegu na 10 000 metrów     | Mińsk          | bieg na 10 000 metrów              | 1. miejsce  | 28:31,16 |
| 2017 | Superliga drużynowych mistrzostw Europy    | Lille          | bieg na 5000 metrów                | 1. miejsce  | 13:59,40 |
| 2018 | Puchar Europy w biegu na 10 000 metrów     | Londyn         | bieg na 10 000 metrów              | 10. miejsce | 28:20,45 |
| 2018 | Igrzyska śródziemnomorskie                 | Tarragona      | bieg na 5000 metrów                | 4. miejsce  | 13:56,74 |
| 2018 | Mistrzostwa Europy                         | Berlin         | bieg na 5000 metrów                | 13. miejsce | 13:34,25 |

## Rekordy życiowe
- bieg na 5000 metrów – 13:12,68 (2016)
- bieg na 10 000 metrów – 28:07,14 (2016)
- bieg na 3000 metrów z przeszkodami – 8:34,75 (2011)